# 肺胞蛋白症
肺胞蛋白症（はいほうたんぱくしょう、Pulmonary alveolar proteinosis; PAP）は、肺胞腔内に蛋白とリン脂質とコレステロールからなる不溶性物質が貯留するまれな呼吸器疾患。呼吸器内科、呼吸器外科の担当となる。

## 病態
肺胞蛋白症は肺胞腔内に蛋白とリン脂質とコレステロールからなる不溶性物質が貯留する疾患である。肺胞は呼吸（ガス交換）を行う場であるため、肺胞腔内に物質が貯留すると呼吸困難をきたし、また咳嗽や喀痰を呈する。
肺胞内に貯留する蛋白の大部分は、血漿由来で一部Ⅱ型上皮が産生する肺サーファクタント蛋白であるSP-A、SP-D濃度も増加している。リン脂質はフォスファチジルコリンに富む。また、肺サーファクタントは、II型肺胞上皮細胞によって産生され，肺胞マクロファージによって分解・除去される。また、貯留しているコレステロールは、マクロファージなどの死細胞由来と思われる。本疾患においては、肺胞マクロファージの機能異常により、これらの老廃物が肺胞から除去されずに貯留すると考えられている。
本症は先天性と後天性に分けられ、また後天性は自己免疫性と続発性に分けられる。続発性は免疫異常をもたらす白血病や骨髄異形成症候群等の血液疾患、膠原病やHIV感染症によって二次的に引き起こされるものである。一方、自己免疫性性は92％を占めており、抗GM-CSF自己抗体によるとされているGM-CSF自己抗体によって主としてⅡ型上皮細胞が産生するGM-CSFが中和され肺胞マクロファージの成熟過程に障害がおこることで、肺胞マクロファージの機能異常をきたし、肺胞腔内から上記の老廃物を除去できずに貯留し、本疾患が引き起こされると考えられるようになった。

## 疫学
自己免疫性肺胞蛋白症の罹患率、有病率は、人口100万人あたりそれぞれ1.65人、26.6人と推定される。診断時年齢中央値は男女ともに51歳であるが、全ての年齢で発病しうる。男女比は2.1:1で男性に多く、職業性粉塵暴露歴のある患者が26%を占める。続発性の有病率は正確な調査が行われていないが、全肺胞蛋白症の8%前後とされている。続発性肺胞蛋白症で最も多い基礎疾患は、骨髄異形成症候群であり、60％を占める。

## 臨床像

### 症状
69%の患者は有症状である。労作時息切れのみが39%にあり、咳嗽と息切れが11%、咳嗽のみが10%に見られる。感染症の合併がなければ、発熱や炎症反応は普通見られない。進行すると呼吸不全を来たし、体重減少やチアノーゼ、ばち指を呈することもある。肺底部に肺線維化を来す症例があり、velcroラ音が聴取される場合がある。

### 検査
血液検査
血清中LDH、SP-A、SP-D、KL-6、CEAなどが上昇し，病勢と相関する。炎症反応は普通みられない。また、血液ガス分析においては低酸素血症もみられる。
病理
経気管支肺生検（TBLB）や外科的肺生検により、肺胞腔内にエオジン好性、PAS陽性の蛋白様物質が充満する像がみられる。肺胞や気道の構造は正常である。
呼吸機能検査
早期から拡散能の低下がみられ、進行すると拘束性障害（肺活量の低下）が見られる。
胸部X線写真
典型的には両側性、肺門部優位の浸潤影を認める。しばしば気管支透暸像を伴う。
胸部CT
自己免疫性も続発性もすりガラス陰影が特徴的である。自己免疫性肺胞蛋白症では、地図状、メロンの皮状，あるいはcrazy-paving shadow（不揃いな敷石状）が特徴的であり、続発性では、びまん性で均一な陰影が多い。自己免疫性では、胸膜直下に正常部分があるが、続発性では見られないことが多い。また、自己免疫性は、中下肺野にスリガラス影の分布が偏っていることが多い。
気管支肺胞洗浄（BAL）
米のとぎ汁様と呼ばれる白濁像を示し、これは本疾患に特徴的な所見である。また、PAS染色は陽性を示す。

### 診断
髙分解能ＣＴ上びまん性スリガラス影を呈し、気管支肺胞洗浄液に典型的な白濁が観られたとき、肺胞蛋白症を強く疑う。自己免疫性肺胞蛋白症では、抗GM-CSF自己抗体濃度が1.7U/ml以上である。1.7U/ml未満のとき、続発性または遺伝性肺胞蛋白症を疑う。

### 合併症
肺胞マクロファージの機能異常、肺胞内の液体貯留等により、易感染性となり、アスペルギルス、ノカルジア、結核菌、非結核性抗酸菌、一般細菌などの感染症を合併しやすい。

## 治療・予後
自己免疫性肺胞蛋白症の予後は、良好で2，5，11年後の生存率は、99.1, 97.7, 86.2%である。また、20〜30％において、自然に治癒する例がある。肺機能検査や臨床症状悪化した場合は肺胞洗浄療法を行なう。これは確立された治療法である。全身麻酔下に片肺ずつ洗浄を行う全肺洗浄と，局所麻酔にて気管支ファイバースコープを用いて区域ごとに洗浄する反復区域洗浄がある。

本疾患に対しGM-CSF吸入投与が有効であることが検証され，2024年自己免疫性肺胞蛋白症に対する世界初の吸入製剤となるサルグラモスチム（製品名サルグマリン）が国内で承認・発売された。

一方、続発性肺胞蛋白症の予後は一般的に不良である。特に骨髄異形成症候群に続発する例では、2年生存率が46％と不良である。骨髄移植が成功し、肺胞蛋白症が治癒した症例が報告されている。